# Nicolaus Friedreich
Nicolaus Friedreich, född 31 juli 1825 i Würzburg, Tyskland, död 6 juli 1882 i Heidelberg, var en tysk patolog och läkare, som 1850 blev medicine doktor, 1857 extra ordinarie professor i patologisk anatomi i Würzburg och 1858 ordinarie professor i patologi och terapi i Heidelberg. Han var en av sin tids främsta kliniker och besökte 1876 Sverige på kallelse av drottning Sofia. Friedreichs ataxi är uppkallad efter honom.

## Biografi
Friedreich var den tredje berömde läkaren i hans familj. Hans far var professor i medicin i Würzburg och rättsmedicinsk läkare, hans farfar patologen Nicolaus Anton Friedreich, som beskrev ansiktsförlamning.
Friedreich studerade medicin i Würzburg vid Julius-Maximilians-Universität från 1844 till 1850, med ett kort avbrott för en termin 1847 i Heidelberg med Jakob Henle. År 1845 anslöt han sig till Corps Rhenania Würzburg. Rådman Carl Friedrich von Marcus, Albert von Kölliker, Franz von Rinecker och Rudolf Virchow var hans viktigaste lärare. Han var vän med Carl Gegenbaur, en medstudent. Båda skrev 1848 en gemensam uppsats Über den Schädel des Axolotl.

## Karriär
Efter att ha avlagt doktorsexamen 1850 arbetade han tillsammans med Carl Gegenbaur fram till 1853 på Juliusspitals medicinska klinik som assistant åt professor Marcus. Under handledning av fysiologen Albert von Kölliker och patologen Rudolf Virchow, habiliterade han där 1853 som specialist i patologi och terapi.
När Rudolf Virchow lämnade Würzburg 1856 och gick till Charité i Berlin, blev Friedreich tillförordnad chef för Würzburgs patologi och 1857 docent inom patologisk anatomi. Efter att August Förster hade utnämnts till Virchows efterträdare 1858, blev Friedreich professor i patologi och terapi och chef för Medicinska kliniken vid universitetet i Heidelberg och lämnade Würzburg den 29 mars 1858.
Friedreichs elever var Adolf Kussmaul, Wilhelm Erb, Richard von Krafft-Ebing och Friedrich Schultze. År 1863 beskrev han en ataxi i sitt arbete om degenerativ atrofi av ryggradens ryggpelare, som senare kallades Friedreichs ataxi. Han lyckades skilja denna sjukdom från spinocerebellär heredoataxi. År 1881 beskrev Friedreich multipel förlamning och introducerade termen "myoklonus" i neurologin. Han ägnade också särskild uppmärksamhet åt hjärt-kärlsjukdomar. Ur medicinsk synvinkel var Friedreich byggherre för det gamla Heidelbergs universitetssjukhus på Vosstrasse.